# آن ماري أوليفييه
آن ماري أوليفييه هي مؤلفة وممثلة كندية، ولدت في 1973 في كندا.